# Ум

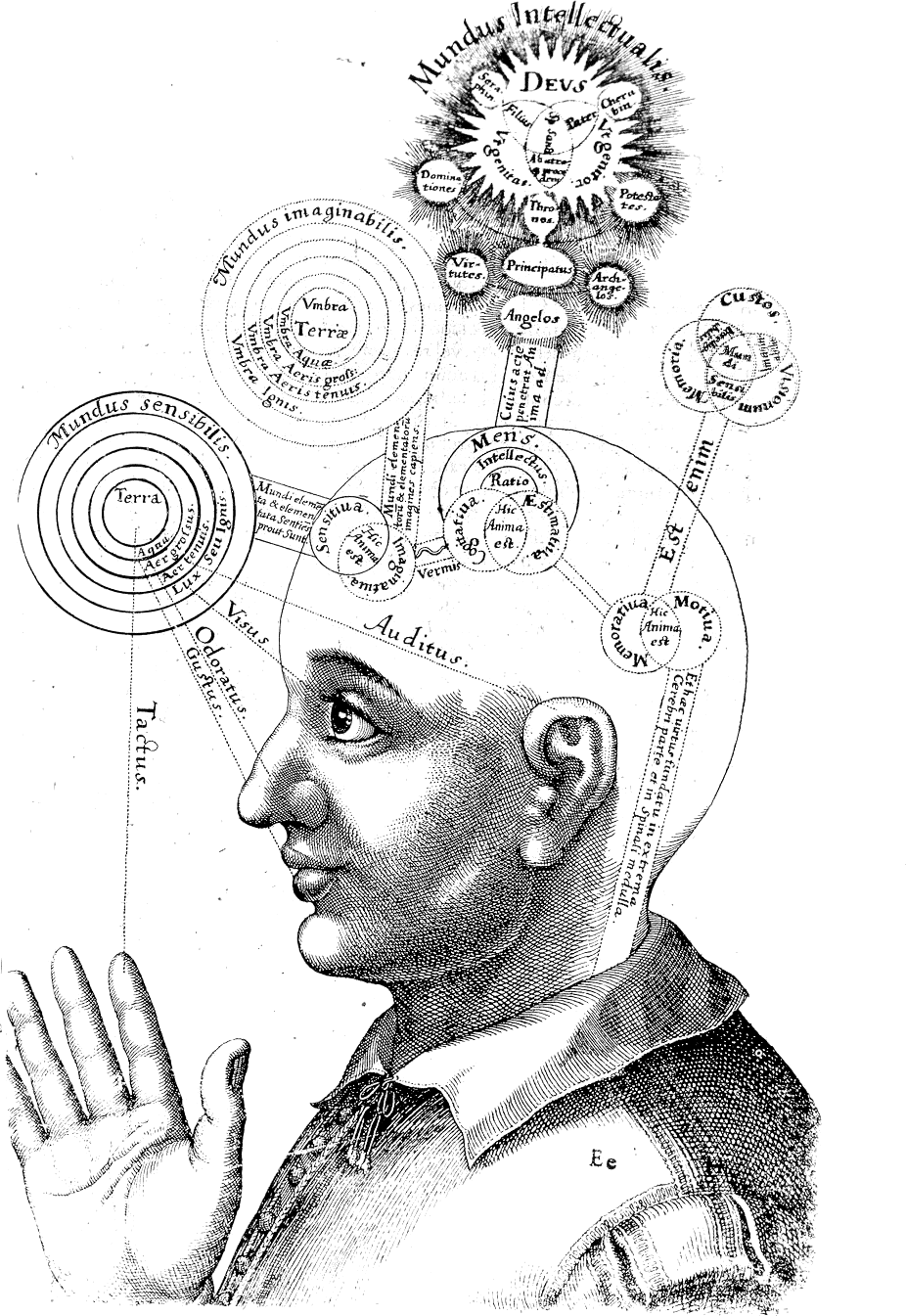
Гравюра из книги Роберта Фладда Utriusque cosmi maioris scilicet et minoris Metaphysica, physica atque technica Historia, 1617 год

Ум — это совокупность способностей к мышлению, познанию, пониманию, восприятию, запоминанию, обобщению, оценке и принятию решения кем-либо.
Ум определяется ощущениями, эмоциональными процессами, пониманием, памятью, желаниями, индивидуальными особенностями и мотивами, а также бессознательным.
В русском языке термин прослеживается со времени «Слова о полку Игореве» (Спала князю умь похоти или туга умь полонила). В синодальном переводе Библии словом ум (ум Божий) переводится то, что в церковнославянском обозначено как сердце (лат. cor) (Иез. 28:2). Однако термин ум (оумъ, лат. sensum) встречается и в церковнославянском переводе Библии (1Кор. 2:16; 1Кор. 14:20; Фил. 4:7). Ум (лат. mens, др.-греч. νοῦς) противопоставляется духу как способность понимания (1Кор. 14:14).
Русское слово «ум» в переводной литературе часто используется как перевод санскритского термина «читта», английского mind и немецких терминов Geist (дух). Слово «ум» использовано при переводе сочинения Декарта «Правила для руководства ума» (лат. Regulae ad directionem ingenii).
К латинским синонимам может быть отнесён «интеллект» (от лат. intellectus «понимание, познание») — это разум, рассудок, умственные способности: учиться из опыта, приспосабливаться, применять знание, чтобы управлять окружающей средой или мыслить абстрактно.
Часто умами называют учёных, нобелевских лауреатов, советников, аналитиков и специалистов, которые занимаются умственным трудом.
Считается, что среди всего наблюдаемого, ум является свойством, присущем исключительно человеку, тем не менее существуют теории, допускающие ум у других животных. Некоторые теории предполагают существование единственного надчеловеческого ума (Абсолютного разума), одна теория считает ум всеобщим свойством материи.

## К параметрам «ума»
К параметрам, составляющим отличительные особенности умственной системы человека, относят:
- объём рабочей памяти, способность к прогнозированию, орудийной деятельности, логике[9],
- многоуровневую (6 слоев нейронов) иерархию системного отбора ценной информации[10],
- сознание[11],
- память[12].

## Место «ума» в сознании
В процессах сложившегося сознания самонаблюдение различает три основных группы явлений:
1. Восприятия и их умственную переработку;
2. Изменения эмоционального равновесия;
3. Волевые позывы.

Различение это имеет характер абстракции в том смысле, что неизвестны состояния сознания, в котором какой-либо из этих элементов отсутствовал бы совершенно; но возможность различного количественного и качественного их сочетания и невозможность сведения одного из них к другим заставляет различать их так же, как различаем мы в объективных предметах форму и цвет, никогда не наблюдаемые в чистом виде. Первая из основных групп психических процессов носит название ум, умственной или познавательной деятельности. Разнообразие явлений этой группы и количественное преобладание дифференцированных умственных процессов над процессами обеих других групп вели и нередко ведут до сих пор к чрезмерному расширению объёма понятия «ум» и отождествлению с ним всей совокупности явлений сознания; с другой стороны, та роль, которую в умственной деятельности культурного человека играют самые сложные процессы переработки восприятия, ведёт к вносящему такую же сбивчивость сужению объёма понятия и отождествлению «Ума» с этими процессами, совокупность которых называется рассудком, разумом и т. д.
Трёхчленное деление получило в психологии всеобщее распространение благодаря, главным образом, Иммануилу Канту. Изучать умственную деятельность можно или в её элементах (Восприятие, Внимание, Ассоциации, Память, Рассудок, Разум, Суждение), или поскольку они объединены в индивидуальной психологии и характеризуют умственную индивидуальность. Характерная особенность человеческого сознания состоит в том, что из бесчисленного множества явлений внешнего мира материал для умственных операций доставляет только ничтожная часть — явления, могущие быть воспринятыми при посредстве органов чувств.

## Ум, опыт и органы чувств

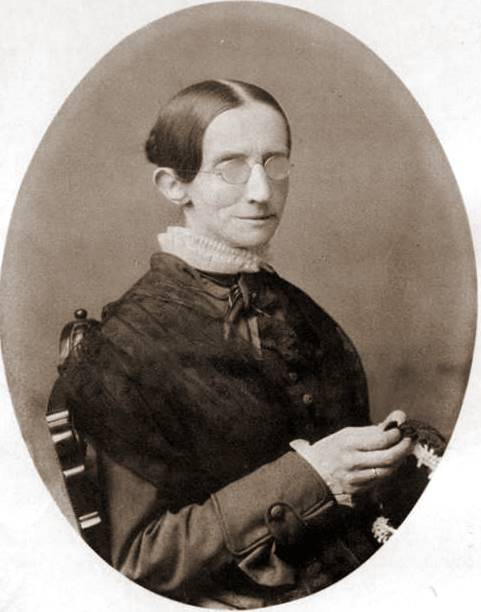
Лора Бриджмен (1829—1889). В результате скарлатины в возрасте двух лет потеряла зрение, слух, частично чувство вкуса и обоняния. Обучилась грамоте, вела дневник, писала стихи. Её судьба вошла в историю как один из первых задокументированных случаев успешного обучения слепо-глухих людей.

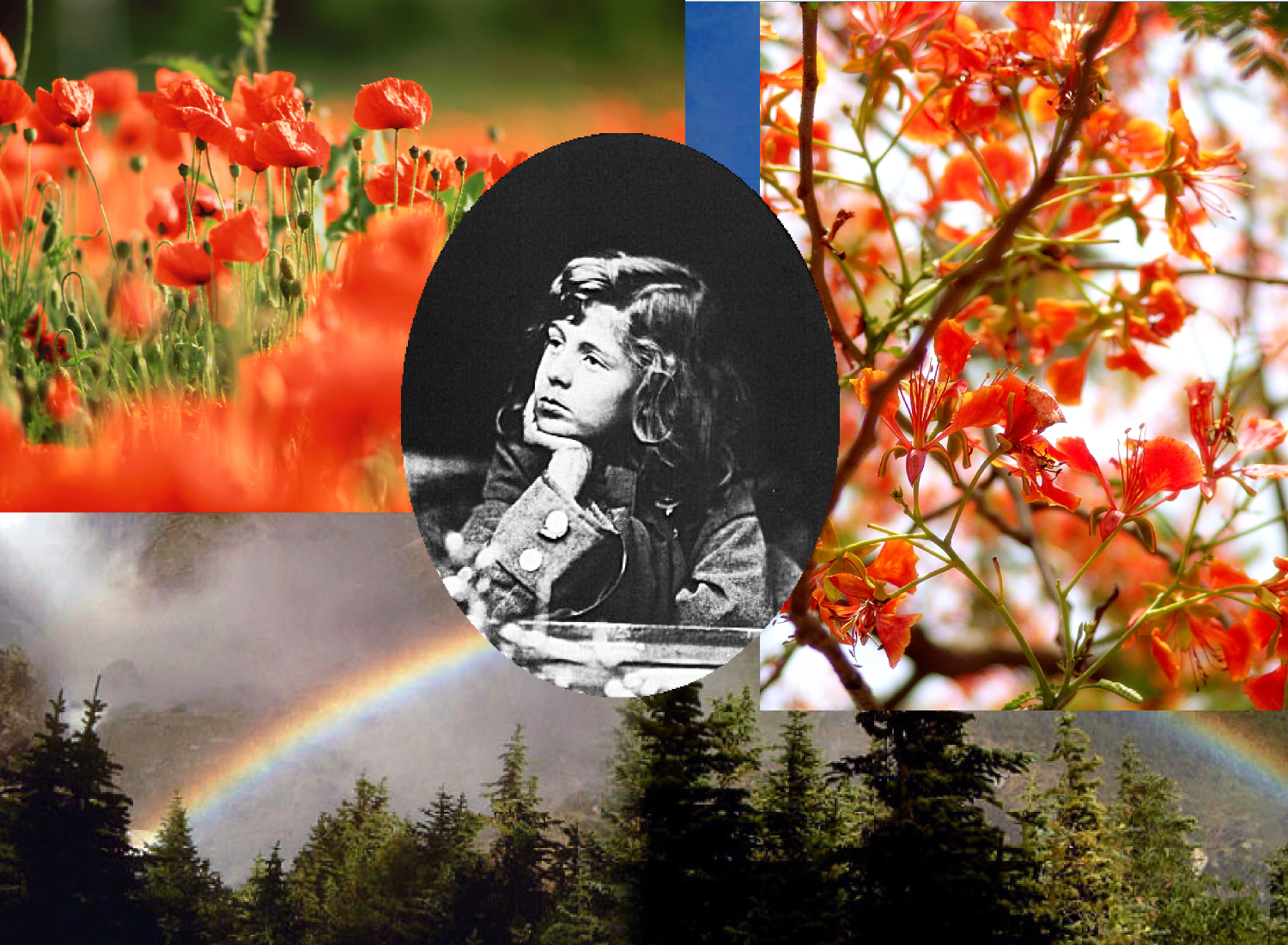
Комната Мэри — философский мысленный эксперимент, предложенный австралийским философом. В нём делается попытка опровергнуть физикалистское представление об уме.

Можно представить себе душевный мир, область восприятия которого ограничена почти исключительно осязательными впечатлениями (слепая и глухонемая Лора Бриджмен); при этих условиях возможно образование довольно сложных представлений, но душевная жизнь будет отличаться поразительной односторонностью. Из восприятий зрительных и слуховых большее значение для умственного развития имеют, по-видимому, последние, вследствие тесной связи их со звуковой речью, которой главным образом человек обязан возможностью пользоваться умственным опытом, накопленным предшествовавшими поколениями: глухонемые, не получившие образования, остаются всю жизнь на уровне слабоумных даже в том случае, когда глухота не зависит от более общего поражения мозга.
Но и при полной невредимости органов чувств не все впечатления, на них действующие, входят в человеческое сознание как материал, пригодный для дальнейшей умственной переработки. Большая часть получаемых ежедневно впечатлений для этого слишком неясны и расплывчаты. Для того, чтобы они стали восприятиями, нужны, помимо условий физиологического характера, условия умственного свойства, определяющие умственную индивидуальность. Впечатления становятся ясными восприятиями только в том случае, если они встречают в сознании человека своего рода резонаторы, в виде содержащихся в нём образов воспоминания, совместное возбуждение которых усиливает чувственное раздражение (апперцепция). Человек, незнакомый с растительным миром, получит при рассматривании цветка изумительно скудное количество восприятий, сравнительно с ботаником. То же наблюдают на себе неспециалисты при посещении, например, выставки машин. Единичные сильные впечатления могут при этом ещё проникать в сознание, но они в нём не задерживаются и не усваиваются, так как не вступают в связь с нашими представлениями и понятиями и остаются без последствий в смысле дальнейшей умственной переработки.
В таком положении, по отношению ко всей области внешних впечатлений, находится сознание ребёнка в первое время по его появлении на свет. Пока впечатления внешнего мира не образовали ещё никаких прочных следов для воспоминаний, до тех пор не возникает и та ткань психологических отношений, в которой все последующие впечатления тотчас же сплетаются с умственными приобретениями предшествующего времени. Даже тогда, когда часто повторяющиеся впечатления создали уже в сознании ребёнка прочные следы, число его восприятий отличается большою скудостью и односторонностью, в соответствии с малочисленностью и однообразием его воспоминаний. Так же скудны и односторонни восприятия дикаря. Образование и наука повышают нашу восприимчивость к внешним впечатлениям, создавая в нашем сознании созвучия с самыми разнородными впечатлениями внешнего мира. Самым важным следствием влияния наличного запаса представлений на процесс восприятия является возможность выбора между действующими на нас впечатлениями. Содержание сознания ребёнка находится в полной зависимости от случайностей окружающей его обстановки; на него действуют в каждый данный момент лишь наиболее сильные раздражения, независимо от внутренней связи явлений.
У взрослых, напротив того, процесс восприятия всё более и более подчиняется наклонностям каждого, складывающимся из личного душевного опыта. Человеком воспринимаются предпочтительно те впечатления, которые находят отзвук в накопленных им представлениях и ассоциациях их; каждый шаг в этом направлении прогрессивно усиливает отзывчивость, так что, наконец, самый лёгкий намёк на близкое нашему умственному миру впечатление вызывает ясное и отчётливое восприятие. Этим путём поддерживается единство человеческой личности, создается умственная индивидуальность. Из сказанного ясно, что выдающееся влияние на все течение нашей умственной жизни оказывает память.

## Ум и память
Расхожее представление, не связывающее развитие памяти с умственным развитием, основано на недоразумении. Наши воспоминания не только образуют ту сеть, в которую вплетаются новые впечатления, но отчасти определяют выбор тех восприятий, которые войдут в наше сознание в качестве обновляющего материала, и то место, которое они займут в общей сети психологических отношений. Они влияют не только на количество, но и на качество получаемых восприятий. Современный цивилизованный человек видит в фетише не то, что видит в нём африканский дикарь из первобытного племени; апперципируемый объект изменяется под влиянием «апперципирующей массы», как и сам он её видоизменяет, входя с ней в сочетание. Ослабление памяти в старости или под влиянием прогрессивного паралича ведёт к распадению умственной жизни и утрате умственной индивидуальности: личность становится беспомощной жертвой случайных сильнейших впечатлений момента, не сочетающихся друг с другом и остающихся без дальнейшей переработки.
То противопоставление памяти умственному развитию, о котором было упомянуто, основано на отождествлении памяти вообще с некоторыми специальными её видами. При привычке к отвлеченному мышлению могут, например, ослабевать конкретные воспоминания, потому что отвлечение и состоит в том, что в продукте сложной и разнородной ассоциации представлений отпадают их конкретные черты; на крайних степенях этого процесса конкретные черты могут даже отсутствовать совершенно и заместиться символом или знаком. На этих ступенях возможно то явление, которое Гёте охарактеризовал в словах: «Wo die Begriffe fehlen, da stellt ein Wort zur rechten Zeit sich ein», то есть возникновение идей, лишенных всякой конкретной основы в форме конкретных образов, воспоминаний, — подводный камень, о который так часто разбивались философские умозрения. Нельзя, однако, выводить отсюда заключение неблагоприятное для памяти вообще; наоборот, отвлеченное мышление предполагает наличность сложного и разнородного комплекса воспоминаний.

## Ум и внимание

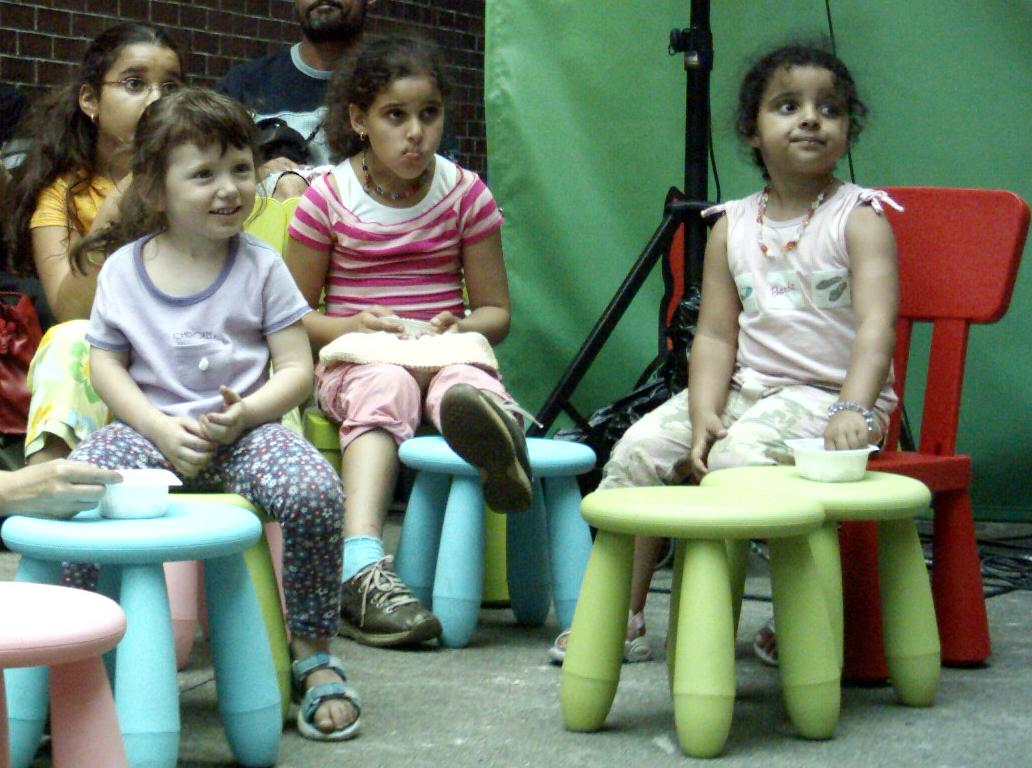
Дети в состоянии внимания. Внимание оказывает существенное влияние на течение умственной деятельности, повышая нашу восприимчивость.

Другим важным фактором, влияющим на течение умственной деятельности, является внимание. Оно оказывает влияние уже на процессы восприятия, повышая нашу восприимчивость к тем впечатлениям, на которые оно направлено. Ещё более значительной является его роль в процессах переработки восприятий. Если воспринимаются только впечатления, находящие себе отзвук в апперципирующей массе нашего сознания, то связь эта во всяком случае обоюдна, и восприятие оживляет в нашем сознании только созвучные следы прежнего душевного опыта. Подобных созвучных следов в развитом сознании каждое восприятие находит так много, что исходящее из него непроизвольное течение представлений может принимать крайне разнообразный и иногда совершенно беспорядочный характер.
Последнее наблюдается в тех случаях, когда, под влиянием усталости, мы «даём полную волю» нашим ассоциациям представлений; в сознании проносятся тогда хаотические обрывки представлений, соединенные между собой часто только случайною внешней связью и заводящие нас так далеко от исходного пункта наших размышлений, что, сделав усилие над собой для обозрения пройденного нами пути, мы становимся в тупик перед зигзагами наших представлений.
В ещё более резкой форме это наблюдается при «вихре идей» у душевнобольных. Внимание вносит в течение наших представлений планомерность; неизвестным нам ближе путём оно, при посредстве созвучных с данным восприятием «резонаторов», усиливает всё соответствующее планам, желаниям и потребностям личности и таким образом создаёт для течения представлений определенные рамки. Устойчивость внимания, способность к его сосредоточению зависит, по-видимому, ближайшим образом от эмоциональной характеристики личности, глубины и устойчивости её эмоций, — а последнее определяется существованием в сознании мощной, тесно объединённой группы представлений и идей; этим, вероятно, объясняется, что способность к глубокому сосредоточению внимания часто наблюдается у «узких» и «односторонних» людей.
Сочетание способности к устойчивому вниманию с широтой и разносторонностью идейного содержания сознания даёт гениев. Ошибка, часто совершаемая людьми, говорящими о «рассеянности» учёного и о «рассеянности» ребёнка, отвлекающегося от занятий по поводу всякого пустяка, зависит от смешения двух прямо противоположных явлений: в последнем случае проявляется полная неспособность сосредоточить на чём-либо внимание (явление, часто наблюдаемое и у взрослых под влиянием усталости), в первом — такое глубокое сосредоточение внимания на внутренней работе, что посторонние ей предметы не в состоянии достигнуть сознания. На высших степенях этого состояния перед заполняющей все сознание умственной работой может отступить на задний план даже смертельная опасность (пример: предсмертные минуты Архимеда).
Внимание и наблюдательность, считал русский поэт А. С. Пушкин, присущи мужскому уму, который импонирует женщинам. В повести «Метель» Пушкин отмечает четыре наиболее приятных дамам качества мужского ума: «тот ум, который нравится женщинам: ум приличия и наблюдения, безо всяких притязаний и беспечно насмешливый».

## Ум и утомляемость
Важным моментом, определяющим течение умственной деятельности, является «утомляемость» личности. Она очень велика у слабоумных, идиотов, при старческом распадении умственной жизни. Уменьшаясь под влиянием упражнения, проявляясь менее заметно при занятиях в знакомых областях, утомляемость в то же время — как показали новейшие исследования, — имеет, подобно памяти и вниманию, резко индивидуальный характер и входит в характеристику умственной индивидуальности в качестве одного из существенных её признаков. Особый вид утомляемости мы имеем в тех случаях, когда она стоит в прямой связи с повышенной впечатлительностью: эти случаи и повели к возникновению теории, отождествляющей гений с психозом, так как гениальность часто сопровождается резко выраженной нервно- и психастенией. Завися от усиленной впечатлительности и находя в последней себе поправку, эта утомляемость не исключает — при благоприятных условиях — возможности крупной по своему объёму работы.

## Ум и эмоции
На эмоции умственная деятельность оказывает умеряющее влияние; представление, соединенное с яркой эмоцией, вступая в ассоциацию с другими рядами представлений, находит среди них представления, связанные с иными чувствованиями, нейтрализующими до известной степени первоначальную эмоцию. Но в то же время она углубляет их: если с одним из членов сложной ассоциации связана пережитая нами когда-то эмоция, то чем разнороднее и сложнее ассоциация, тем чаще по самым разнообразным поводам будет возникать у нас в памяти воспоминание об этой эмоции. Распространенное представление о том, что «образование не делает людей более счастливыми» имеет, поэтому основание, если критерием счастья считать непосредственную жизнерадостность, а не интенсивность и полноту душевной жизни: дикари и дети, с их неразвитой памятью, непосредственнее и жизнерадостнее, чем образованный человек, сохраняющий воспоминания о прошлых страданиях, окрашивающие оттенком грусти и заботы думы о будущем. Эмоции первых ярче, но поверхностнее. В качественном отношении умственная деятельность влияет особенно на расширение симпатических чувствований; влияние её в этом отношении так резко, что известную формулу: «Всё понять, значит всё простить», можно было бы с полным правом парафразировать так: «Всё познать, значит всё полюбить».
Умственная деятельность сопровождается особыми «умственными эмоциями». Подобно другим высшим эмоциям, умственные эмоции уступают по своей интенсивности низшим в момент их появления, но характеризуются несравненно большей способностью к возобновлению. Сопровождая почти беспрерывно наше мышление в течение всей жизни, они у личности с широко развитой умственной деятельностью придают основному фону душевного настроения устойчивость и ровность и могут исчезнуть только под влиянием исключительно тяжелых потрясений, надламывающих психическую индивидуальность. Относительно наших реакций на внешние впечатления умственная деятельность оказывает резко задерживающее влияние. В этой задержке и смысл её возникновения в филогенезе органического мира, в качестве одного из механизмов приспособления организмов к более сложной среде. Кроме простых впечатлений, вызывающих даже у современного человека простые рефлексы (рефлекторный кашель при попадании в дыхательное горло инородного тела, рефлекторная рвота и т. д.), на организм действуют явления, слагающиеся из ряда последовательных впечатлений.
Функция умственной деятельности и состоит в том, чтобы задержать реакцию при воздействии первого из этих впечатлений, дать возможность подействовать следующим впечатлениям, дать возможность сочетаться новым восприятием с воспоминаниями о прежнем опыте и выработать целесообразную и планомерную реакцию. Выработанные при посредстве сознания сложные ряды реакций на сложные ряды впечатлений превращаются благодаря навыку в инстинктивные, то есть протекающие настолько быстро, что обычно они не проникают в сознание и подходят к типу рефлекса. Умственной деятельности настолько присуща склонность к задержке реакций, что при одностороннем направлении душевного развития только в сторону воспитания ума, легко возникают явления «паралича» или, вернее, «недоразвития воли».

## Ум и воля
Нормальный ряд психических процессов (восприятие, умственная переработка, волевая реакция) часто не совершается в полном виде или под влиянием пассивной мечтательности, или вследствие того, что воспитание заменяет самодеятельность дисциплиной и ставит рефлекторное исполнение приказания на место волевого акта, вытекающего из умственной работы личности. Отсюда может произойти то странное разъединение умственной и волевой сфер, которое так часто поражало моралистов и нашло себе выражение в известном стихе: «vidéo meliora proboque, deteriora sequor» («Вижу и одобряю лучшее, а следую худшему», Овидий, «Метаморфозы»). Действия личности определяются при этом по преимуществу принявшими инстинктивный характер привычками и не имеют опоры в её умственном мире, знаниях, убеждениях и взглядах. Переход умственного процесса в волевой позыв возможен только при известной энергии первого, поэтому подобное явление наблюдается даже у людей с развитой волей в моменты усталости и представляет один из стойких симптомов неврастении, отражающейся не столько на качестве, сколько на энергии умственных процессов.